# Тандер-Бей (аэропорт)
Международный аэропорт Тандер-Бей (англ. Thunder Bay International Airport, фр. Aéroport International de Thunder Bay, IATA: YQT, ICAO: CYQT) — международный аэропорт в городе Тандер-Бей, Онтарио, Канада. За 2012 год на счету аэропорта было зарегистрировано 108 130 принятых воздушных судов. В тот год он стал четвертым по загруженности аэропортом в Онтарио и 16-м по загруженности аэропортом в Канаде. В течение того же года более 761 000 пассажиров прошли через аэропорт.
Аэропорт классифицируется как аэропорт въезда Nav Canada и обслуживается Канадским агентством пограничных служб (CBSA). Сотрудники CBSA в этом аэропорту могут обслуживать самолеты с количеством пассажиров до 40 человек.

## История
Аэропорт был построен как муниципальный аэропорт Форт-Уильям в 1938 году, отчасти для уменьшения безработицы.
Во время Второй мировой войны в аэропорту Тандер-Бей (тогда Форт-Уильям) находилась начальная летная школа № 2, входящая в план обучения британских пилотов. Аэропорт также использовался в качестве базы для испытательных полетов самолетов-истребителей, строящихся на близлежащем канадском автомобильно-литейном заводе.
До слияния двух городов Форт-Уильям и Порт-Артур его называли канадским аэропортом Лейкхед.
В 1994 году аэропорт был капитально отреставрирован: было построено новое здание терминала, в том числе две станции метро, большой фуд-корт, сувенирный магазин и сводчатая галерея.
Аэропорт был передан правительством в 1997 году Управлению международных аэропортов Тандер-Бей, некоммерческой организации. Аэропорт принял более 600 000 пассажиров в 2006 году впервые с 2001 года.

### Историческая информация об аэродроме
Примерно в 1942 году аэродром был внесен в список RCAF & D of T Aerodrome - Fort William, Ontario, под углом 48° 22′ с.ш. 89° 19′ з.д. с изменением 01 градуса на восток и высотой 645 футов (197 м). Три ВПП были описаны следующим образом:
| Название ВПП | Длина                | Ширина            | Покрытие |
| ------------ | -------------------- | ----------------- | -------- |
| 14/32        | 4000 футов (1200 м)  | 500 футов (150 м) | дерн     |
| 9/27         | 3990 футов (1,220 м) | 500 футов (150 м) | дерн     |
| 4/22         | 4000 футов (1,200 м) | 500 футов (150 м) | дерн     |

### Исторические авиакомпании и службы
Несколько авиакомпаний обслуживали аэропорт регулярными пассажирскими перевозками в прошлом, с конца 1960-х до начала 2000-х годов. Эти авиаперевозчики вместе с соответствующими типами реактивных лайнеров, которыми они управляли с аэродрома, были следующими:
- Air Canada (основной сервис)[8]: Airbus A319, Boeing 727-200, McDonnell Douglas DC-9-30
- Air Ontario: Fokker F28
- Canadian Airlines International[9]: Boeing 737-200
- Canadian Regional Airlines[10]: Fokker F28
- CanJet[11]: Boeing 737-200
- Jetsgo[12]: Fokker 100, McDonnell Douglas MD-80
- Nordair[13]: Boeing 737-200
- North Central Airlines[14]: McDonnell Douglas DC-9-30
- Pacific Western Airlines[8]: Boeing 737-200
- Republic Airlines (1979-1986)[15]: McDonnell Douglas DC-9-30
- Transair (Canada)[16]: Boeing 737-200, Fokker F28
- Vistajet[17]: Boeing 737-200

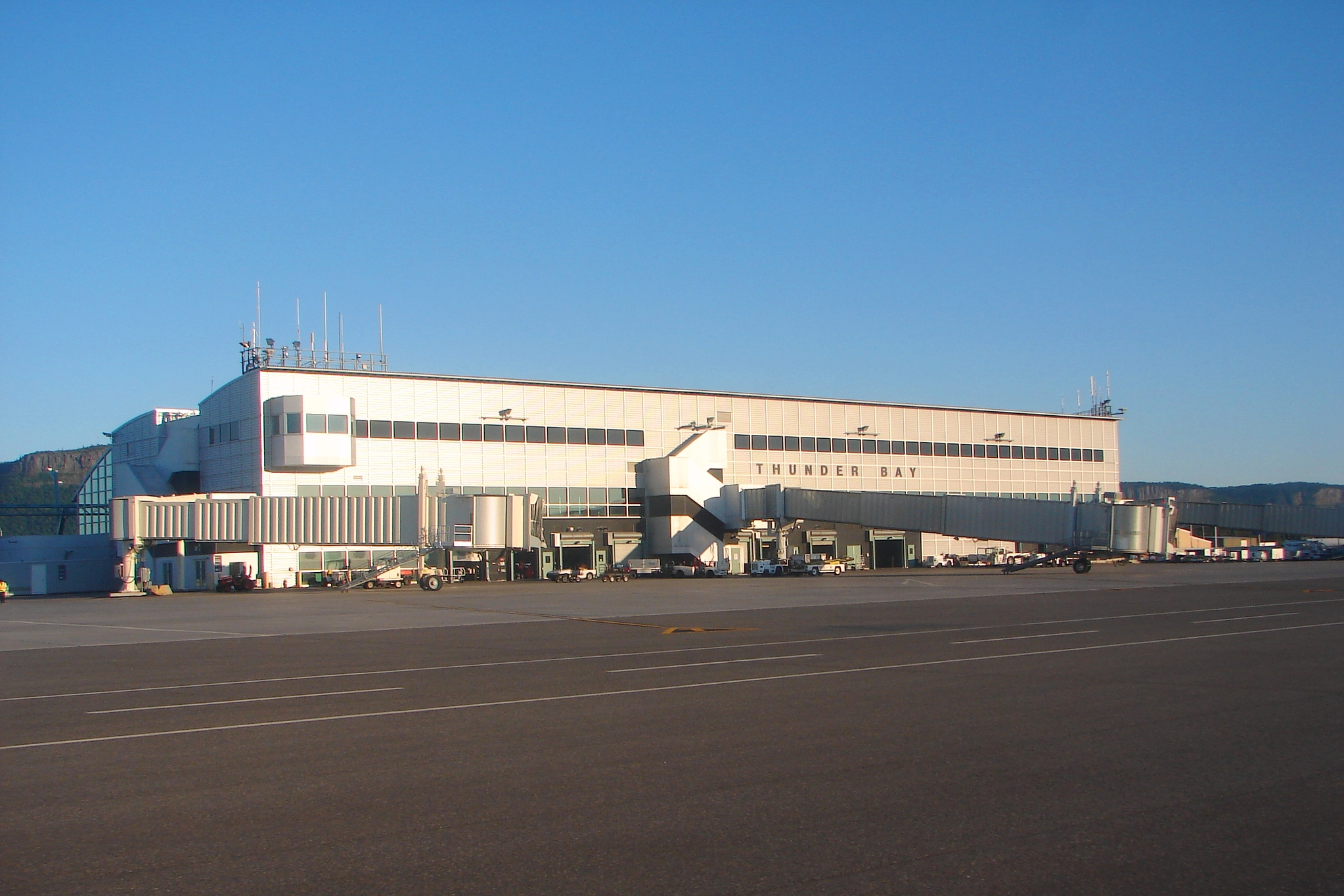
Перрон аэропорта Тандер-Бей

Согласно различным изданиям Официального руководства для авиакомпаний (OAG), а также расписаниям авиакомпаний, большинство рейсов, выполняемых канадскими авиаперевозчиками, выполнялись беспосадочно или напрямую в Торонто и Виннипег. Авиакомпания North Central Airlines, выполняющая рейсы в США, выполняла беспосадочные рейсы в Дулут, не изменяя при этом рейсов реактивных самолетов в аэропорт Чикаго О'Хара, в то время как ее преемник Republic Airlines (1979-1986) также выполнял беспосадочный перелет в Дулут, продолжая полет без смены самолета в Миннеаполис, а затем в Денвер.
В середине 1980-х годов три авиакомпании конкурировали с беспосадочными рейсами, выполняемыми на магистральных реактивных самолетах между Тандер-Бей и Торонто: Air Canada с Boeing 727-200 и McDonnell Douglas DC-9-30, Nordair с Boeing 737-200 и Pacific Western Airlines с самолетом Boeing 737-200.

## Авиакомпании и направления вылетов

### Пассажирские
| Авиакомпания      | Пункты назначения                                                                               |
| ----------------- | ----------------------------------------------------------------------------------------------- |
| Air Canada Rouge  | Торонто                                                                                         |
| Bearskin Airlines | Драйден, Форт-Франсес, Су-Сент-Мари, Су-Лукаут, Грейтер-Садбери                                 |
| North Star Air    | Форт-Хоуп, Мускрат-Дам-Лейк, Нескантага, Мартен Фоллс, Сачиго-Лейк, Северное Карибу-Лейк, Вебек |
| Porter Airlines   | Торонто                                                                                         |
| Sunwing Airlines  | Канкун, Пунта-Кана, Варадеро                                                                    |
| Superior Airways  | Чартерные: Ред-Лейк                                                                             |
| Wasaya Airways    | Су-Лукаут, Вебек, Виннипег                                                                      |
| WestJet Encore    | Торонто, Виннипег                                                                               |

### Грузовые
| Авиакомпания       | Пункты назначения                |
| ------------------ | -------------------------------- |
| Cargojet Airways   | Виннипег                         |
| FedEx Feeder       | Виннипег                         |
| North Star Airways | Рейсы в Канаду и США (по заказу) |

### Чартерные
| Авиакомпания       | Пункты назначения                          |
| ------------------ | ------------------------------------------ |
| Air Bravo          | Чартерные рейсы (по заказу)                |
| Thunder Airlines   | Чартерные рейсы (по заказу)                |
| North Star Airways | Чартерные рейсы в Канаду и США (по заказу) |

## Арендаторы
- CHC Helicopter от Ornge (Скорая помощь Онтарио)
- Thunder Airlines от Ornge
- Колледж Конфедерации Школа Авиации — Aviation Centre of Excellence
- Министерство природных ресурсов и лесного хозяйства, лесной пожарной и аварийно-спасательной служб — база сезонных пожарных самолетов

## Парковка и транспорт
Транспортные средства могут достигать аэропорта через шоссе Онтарио 61, затем скоростную автомагистраль Харбор и шоссе Онтарио 11 в центр Тандер-Бей.
Автостоянка содержит 100 мест на краткосрочный период, 300 мест на долгосрочный период, можно воспользоваться услугами такси и бесплатным общественным транспортом. Автобусы Thunder Bay Transit по маршруту 14 Артур обслуживают терминал аэропорта и близлежащий Aviation Centre of Excellence.

## Инфраструктура

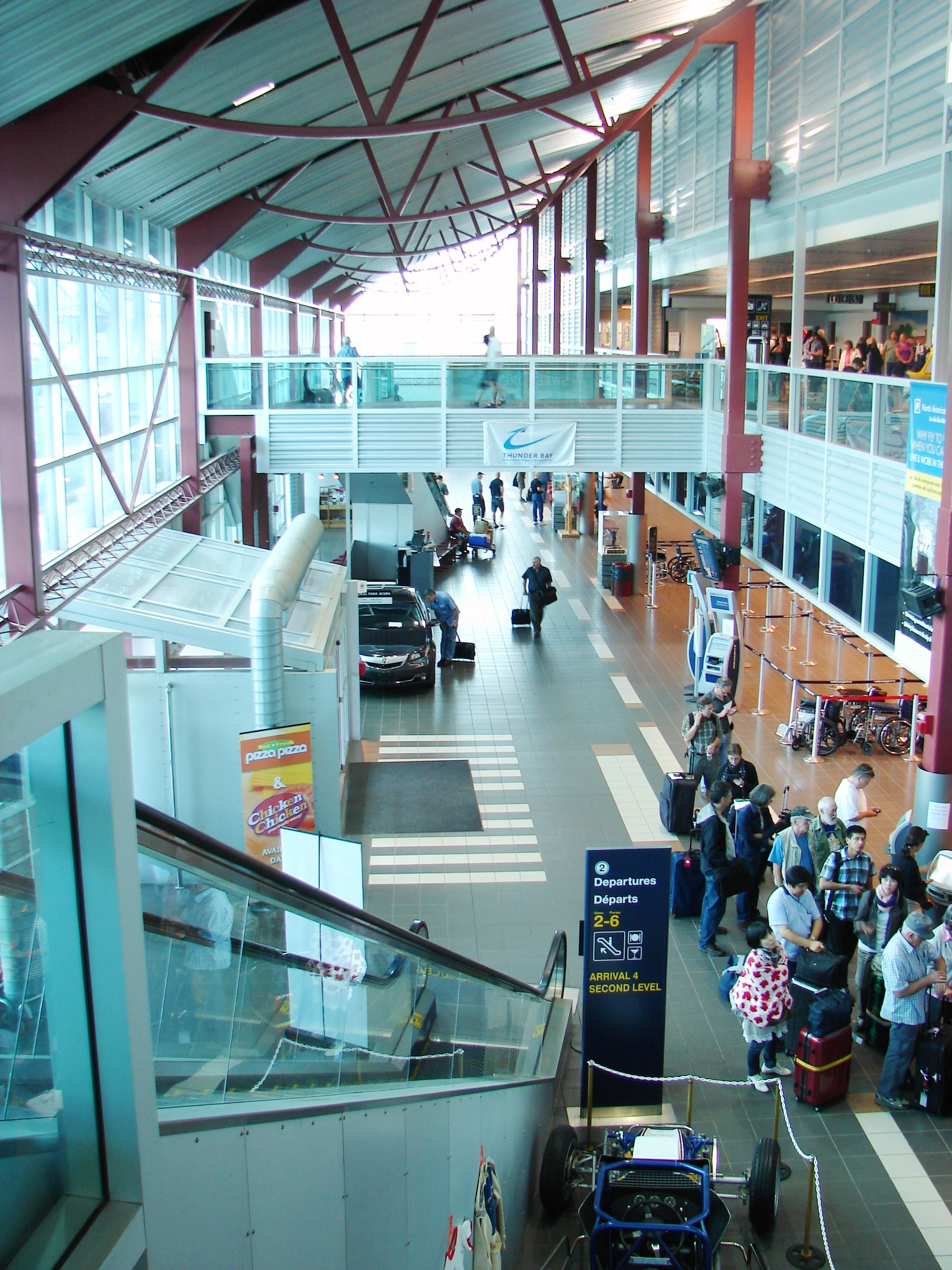
Интерьер аэропорта

Международный аэропорт Тандер-Бей имеет 2-х этажное здание терминала.
Взлетно-посадочные полосы аэропорта в основном используются небольшими или более крупными турбовинтовыми самолетами, такими как самолет Bombardier Q400; однако, они способны принимать и самолеты, такие как самолеты Boeing 737 текущего поколения, эксплуатируемые (ранее) Air Transat, Sunwing Airlines и WestJet. Как отмечалось выше, в прошлом аэропорт регулярно обслуживал магистральные реактивные самолеты Boeing 727-200, Boeing 737-200 и McDonnell Douglas DC-9-30, а также меньший двухместный реактивный самолет Fokker F28 Fellowship. В прошлом в аэропорту также приземлялись и другие более крупные типы реактивных самолетов, в том числе Boeing 720, эксплуатируемый American Airlines в 1962 году, Boeing 757-200 и широкофюзеляжный самолет Airbus A310, эксплуатируемый дочерней компанией Royal Aviation Royal Airlines в 1999 и 2000 годах, и Boeing 747SP с широким фюзеляжем выполнял функции самолета «Посла мира» для христианского проповедника К.А. Пола в 2005 году.
В аэропорту также есть два оператора фиксированной связи: Innotech Aviation Services от Shell Shell Aviation и заправка рейсов из Тандер-Бей от Esso Avitat.